# Brücke Berlin Literatur- und Übersetzerpreis
Der Brücke Berlin Literatur- und Übersetzerpreis (lt. Selbstbezeichnung) ist ein internationaler Literatur- und Übersetzerpreis, der seit 2002 alle zwei Jahre von der ODDO BHF Stiftung in Zusammenarbeit mit dem Literarischen Colloquium Berlin (LCB), dem Goethe-Institut und dem Deutschen Theater Berlin vergeben wird.
Mit dem Brücke-Berlin-Preis wollen die Stifter (laut Vergabekriterien) jeweils „ein bedeutendes zeitgenössisches Werk aus den Literaturen Mittel- und Osteuropas und seine herausragende Übersetzung ins Deutsche“ hervorheben. Die Auszeichnung ist mit 20.000 Euro dotiert und wird unter den Autoren und Übersetzern geteilt. Der Preis stand bis 2016 unter der Schirmherrschaft von Péter Esterházy, seither ist Herta Müller Schirmherrin.
Seit 2014 kann zusätzlich auch der Brücke Berlin Initiativpreis verliehen werden. Mit ihm wollen die Stifter „auf den wesentlichen Beitrag von Institutionen oder Einzelpersonen hinweisen, die mit ihrer Arbeit der mittel- und osteuropäischen Literatur im deutschsprachigen Raum ein Podium geben und zu ihrem Verständnis beitragen.“ Diese Auszeichnung ist mit 5000 Euro dotiert.
Seit 2018 wird außerdem der Brücke Berlin Theaterpreis vergeben, der mit jeweils 5000 Euro für den Autor und den Übersetzer eines Stücks dotiert ist.

## Preisträger

### Brücke Berlin Preis
- 2002: Olga Tokarczuk (Autorin) und Esther Kinsky (Übersetzerin) für Taghaus, Nachthaus
- 2004: László Darvasi (Autor) und Heinrich Eisterer (Übersetzer) für Die Legende von den Tränengauklern
- 2006: David Albahari (Autor) und Mirjana und Klaus Wittmann (Übersetzer) für Mutterland
- 2008: Andrej Bitow (Autor) und Rosemarie Tietze (Übersetzerin) für Das Puschkinhaus
- 2010: László Krasznahorkai (Autor) und Heike Flemming (Übersetzerin) für Seiobo auf Erden
- 2012: Péter Nádas (Autor) und Christina Viragh (Übersetzerin) für Parallelgeschichten
- 2014: Serhij Schadan als Autor und die Übersetzer Sabine Stöhr und Juri Durkot für Die Erfindung des Jazz im Donbass
- 2016: Szczepan Twardoch als Autor und Olaf Kühl als Übersetzer für Drach
- 2018: Zaza Burchuladze als Autor und Natia Mikeladse-Bachsoliani als Übersetzerin für Touristenfrühstück
- 2020: Marija Stepanowa als Autorin und Olga Radetzkaja als Übersetzerin für Nach dem Gedächtnis
- 2022: Radka Denemarková als Autorin und Eva Profousová als Übersetzerin für den Roman Stunden aus Blei (Hodiny z olova),

### Brücke BerlinInitiativpreis
- 2014: Manfred Beilharz und Tankred Dorst für ihr Festivalkonzept Neue Stücke aus Europa
- 2016: Theaterverlag Henschel Schauspiel

### Brücke Berlin Theaterpreis
- 2018: Iva Brdar (Autorin) und Alida Bremer (Übersetzerin) für das Stück Daumenregeln
- 2020: Zdrava Kamenova (Autorin) und Alexander Sitzmann (Übersetzer) für das Stück Home for Sheep and Dreams